# Schloss Nienover
Das Schloss Nienover ist ein zwischen 1640 und 1656 errichtetes, dreiflügeliges Jagdschloss in Nienover im Solling in Niedersachsen. Es entstand an der Stelle einer mittelalterlichen Burg, die 1626 während des Dreißigjährigen Kriegs zerstört wurde.

## Burg als Vorgängeranlage

### Baubeschreibung
Standort der Höhenburg war ein Bergsporn im Tal des Reiherbachs, der dem Bauwerk in südlicher Richtung einen imposanten Schutz bot. In nördlicher Richtung läuft das Gelände gegenüber der umgebenden Berglandschaft des Sollings ohne markanten Übergang aus. Da derartige Standorte eher für das Frühmittelalter als für das Hochmittelalter typisch sind, wird der Baubeginn der Burg Nienover in das erste Jahrtausend vermutet. Aus dieser Zeit, in der die Gegend zum Augau gehörte, hat sich ein Mauerrest mit einem Fenster erhalten, außerdem ein ungefähr 33 Meter tiefer Burgbrunnen und Teile der Ringmauer. Der Mauer vorgelagert war eine doppelte Wall-Graben-Anlage, die inzwischen abgetragen und verfüllt worden ist. Das genaue Aussehen der Burganlage ist nicht mehr bekannt, da sie nach ihrer Zerstörung 1626 abgerissen wurde. Es wird angenommen, dass sich ihre Gebäude um den Burghof gruppierten und das Burgareal einen Durchmesser von fast 50 Meter hatte. Die Burg verfügte über eine Burgkapelle und einen Bergfried. Bei Ausgrabungen wurde festgestellt, dass er einen Durchmesser von rund 11 Meter bei einer Mauerstärke von 4,4 Meter hatte.
Auf dem Gelände vor der Burg Nienover gründeten die Grafen von Dassel um 1180 eine mit einem Wall und Graben befestigte Siedlung, bei der es sich aufgrund ihrer Größe um eine Stadt handelte. Bei einem Angriff zwischen den Jahren 1269 und 1274 brannte die Siedlung nieder und wurde zur Stadtwüstung Nienover.

### Geschichte
1144 wird die Burg Nienover erstmals im Verzeichnis der Allodien des Grafen Siegfried von Northeim als Nienuverre erwähnt. Später kam die Burg wahrscheinlich in den Besitz von Hermann II. von Winzenburg und nach der Ächtung von Heinrich dem Löwen als eingezogenes Reichslehen an die Grafen von Dassel, die ungefähr im Jahre 1200 ihren Hauptsitz dorthin verlegten. 1274 trugen die Grafen von Dassel eine Übergabe an die Welfen an, wenn das Reichslehen eingezogen würde, dem König Rudolf I. aber nicht entsprach. Darum wurde die Burg erst 1303 an Albrecht II. verkauft und kam damit an die Welfen. Die Burg wurde zum Amtssitz und wurde verpfändet. Von hier aus unternahmen die Herzöge von Braunschweig seit dem 15. Jahrhundert Jagdausflüge in den Solling. Auch Herzog Heinrich Julius von Braunschweig-Wolfenbüttel benutzte die Burg regelmäßig als Jagdschloss. Der Herzogin Elisabeth von Calenberg-Göttingen diente sie als Wohn- und ab 1540 als Witwensitz. Die Burg wurde 1626 im Dreißigjährigen Krieg schwer beschädigt. Auch danach diente sie den Herzögen als Jagdresidenz. 1786 lebte hier kurzzeitig Caroline von Braunschweig-Wolfenbüttel, die spätere britische Königin.

## Schlossanlage

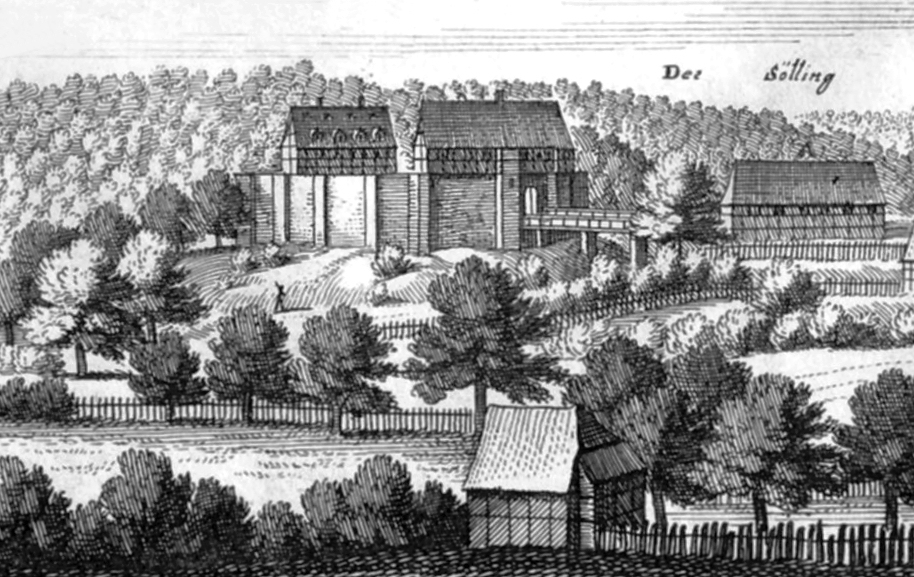
Das Schloss mit Vorwerksgebäude auf einem Merian-Stich um 1654

Auf den Grundmauern der Burg wurde zwischen 1640 und 1656 das heutige Jagdschloss durch Albrecht Anton Meldau mit einem Fachwerkobergeschoss und einem Sandsteindach errichtet. Das Bauwerk gliedert sich in drei Bauabschnitte, da sich das Hauptgebäude durch die als zentrale Eckquader sichtbare Baunaht in zwei Hälften gliedert, an die ein neuzeitlicher Nebenbau angesetzt wurde. Beim Bau kamen Renaissancewerkstücke zum Einsatz, die aus dem abgerissenen Schloss Freudenthal in Uslar stammten. Zur Schlossausstattung gehörte eine kostbare Wandverkleidung, die zu Heizzwecken verbraucht wurde. Als Zubehör ist 1535 urkundlich eine Kirche nachgewiesen.
Vor dem Schloss befindet sich auf der Südseite auf drei Ebenen eine Terrassenanlage aus der Zeit um 1690. Sie diente als Nutzgarten für Obst und Gemüse, wobei die wärmespeichernden Trockenmauern dem rauen Klima des Sollings entgegenwirkten. Der Schlossgarten umfasst drei Hektar. Bis 1962 war das Schloss Dienstsitz eines Forstmeisters. Ab 1964 war es in Privatbesitz. 1979 kaufte es das Land Niedersachsen unter Ministerpräsident Ernst Albrecht für 1,8 Millionen DM, um es als Gästehaus für die Landesregierung Niedersachsens zu nutzen. Einzelne barocke Möbelstücke aus dem Schloss kamen in die Niedersächsische Staatskanzlei in Hannover. Die Niedersächsische Landesregierung ließ das Schloss später für fast 5 Millionen DM baulich sanieren. Von 1984 bis 2005 war darin eine Außenstelle der Forstlichen Fakultät der Georg-August-Universität Göttingen untergebracht. Im November 2005 verkaufte die niedersächsische Landesregierung unter Federführung von Hartmut Möllring das Schloss in private Hand. Es wird seither als Gestüt genutzt. Das Schloss ist von einer neuzeitlichen Mauer umgeben und für die Öffentlichkeit nicht zugänglich.
Die archäologischen Forschungen zum Schloss betrafen bisher im Wesentlichen den Burgbrunnen. Die darin gefundenen Gegenstände spiegeln die Alltagskultur des 18. Jahrhunderts wider.

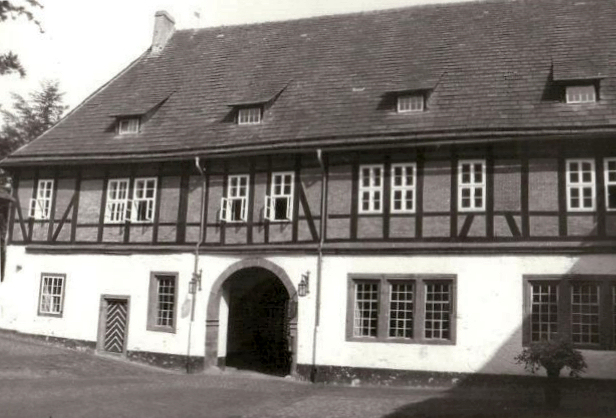
Nordflügel des Innenhofs
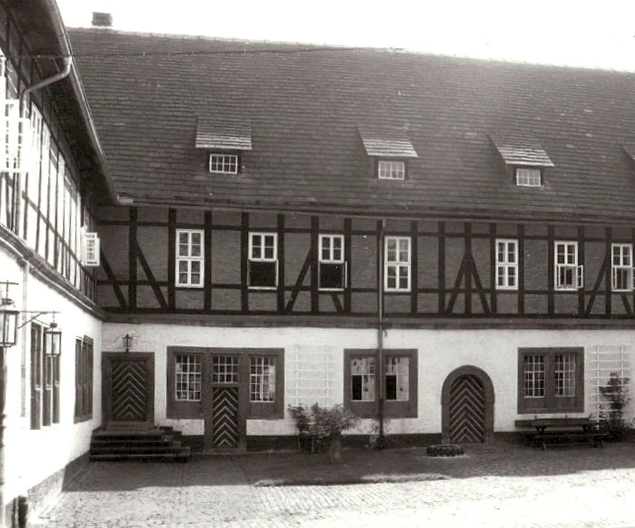
Ostflügel des Innenhofs
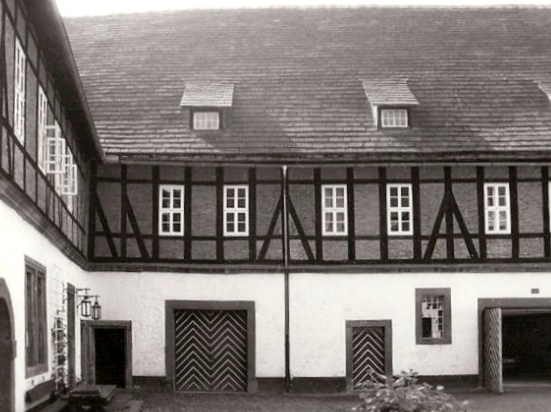
Südflügel des Innenhofs